# Верниц (општина)
Верниц (њем. Wörnitz) општина је у њемачкој савезној држави Баварска. Једно је од 58 општинских средишта округа Ансбах. Према процјени из 2010. у општини је живјело 1.642 становника. Посједује регионалну шифру (AGS) 9571228.

## Географски и демографски подаци
Верниц се налази у савезној држави Баварска у округу Ансбах. Општина се налази на надморској висини од 466 метара. Површина општине износи 24,4 km². У самом мјесту је, према процјени из 2010. године, живјело 1.642 становника. Просјечна густина становништва износи 67 становника/km².